# Ugo Sorani
Ugo Sorani (Pitigliano, 4 maggio 1850 – Firenze, 3 aprile 1906) è stato un politico e giurista italiano.

## Biografia
Nato a Pitigliano, in provincia di Grosseto, da una influente famiglia ebraica del territorio, si laureò in giurisprudenza a Pisa nel 1872, e iniziò la professione di avvocato a Firenze, fungendo anche da segretario della comunità ebraica del capoluogo toscano. Numerose le pubblicazioni di carattere giuridico e politico-economico.
Nel 1900 è eletto alla Camera dei deputati per il collegio di Scansano del distretto di Grosseto, poi rieletto una seconda volta nel 1904.

## Opere
- I partiti politici, Firenze, 1891.
- Maggioranze e minoranze, Firenze, 1891.
- Sull'esercizio provvisorio del commercio concesso al fallito, Firenze, 1891.
- Della ricerca della paternità. Considerazioni proposte all'esame del 3º Congresso giuridico nazionale, Firenze, 1892.
- La Banca d'Italia. Provvedimenti legislativi, stato finanziario e proposte di assestamento, Firenze, 1894.
- Stolfi - Rossi e Ghirlandai - Ficulle. Sviluppo di motivi di appello, Firenze, E. Ariani, 1894.
- Della cambiale e dell'assegno bancario. Commento teorico-practico al Tit. X del Cod. di Comm. Italiano, Roma, Società ed. Dante Alighieri, 1896.
- Il fallimento, note e ricordi dell'esercizio di professione e legislazione comparata, Roma, Societá ed. Dante Alighieri, 1896.
- La donna, Poggibonsi, 1896.
- Sul disegno di legge per il riordinamento dell'imposta di ricchezza mobile, Pitigliano, 1897.